# نوح لا يعرف العوم
نوح لا يعرف العوم هو فيلم دراما مغربي من إنتاج وإخراج رشيد الوالي سنة 2017، وبطولة كل من رشيد الوالي، فاطمة الزهراء بلدي، سعيدة باعدي، وغيرهم.
يُمرّر الفيلم رسالة تحسيسية ينصب موضوعها أساسا حول الإعاقة وزنا المحارم.

## القصة
يحكي الفيلم قصة الطفل «عطيل» المولود بدون ذراعين، وهو يعيش في كنف والده «نوح» الذي فقد زوجته غرقا في النهر. وقد استمر الهدوء في حياتهما إلى أن جاءت صديقة ابنه «جمانة» مستنجدة بنوح عقب وضعها حدا لحياة زوج أمها، شيخ القبيلة، الذي أقدم على اغتصبها، مما اضطر الأطراف الثلاثة إلى سلك مسار الهروب من قفص الاتهام بجريمة قتل.

## تشريفات وجوائز
- حصل الفيلم على جائزة أحسن موسيقى في المهرجان الوطني 19 للفيلم بطنجة.

- كما مثّل الفيلم المغرب في 14 مارس 2018 ضمن 25 دولة مشاركة في المهرجان الفرانكفوني الذي نظمت نسخته التاسعة بعاصمة جنوب إفريقيا. كما وقع عليه الاختيار من أجل المشاركة في المسابقة الرسمية للفيلم الفرانكفوني بالعاصمة الايطالية روما.

## روابط خارجية
- الفيلم على موقع المركز السينمائي المغربي